# آزادی مذهب در کلمبیا
آزادی مذهب در کلمبیا (انگلیسی: Freedom of religion in Colombia) توسط دولت اعمال می‌شود و در فرهنگ کلمبیا نیز به خوبی تحمل می‌گردد.
جمهوری کلمبیا دارای مساحتی برابر ۱۱۳۸۹۰۸ کیلومتر مربع (معادل ۴۳۹۷۳۵ میل مربع) می‌باشد و جمعیت آن ۴۶ میلیون نفر تخمین زده می‌شود. گرچه دولت، آمار رسمی وابستگی‌های مذهبی را ارائه نمی‌کند، در سال ۲۰۰۱ یک نظر سنجی توسط روزنامه اصلی کشور به نام ال تی‌یمپو انجام شد که جمعیت‌شناسی مذهبی را بشرح زیر منتشر کرد.
- ۸۱٪ مسیحیان کاتولیک رم.
- ۱۰٪ مسیحیان پروتستان غیر انجیلی.
- ۲/۵٪ مسیحیان پروتستان انجیلی.
- ۱/۹٪ بدون عقیده دینی.
- ۳/۶٪ سایر مذاهب.

۶۰٪ مردم گفتند که اعمال مذهبی خود را به‌طور فعال انجام نمی‌دهند.

## آمارگیری سایر مذاهب
اداره آمار ملی (DANE) از مذاهب آمار برداری نمی‌کند، و به دست آوردن گزارش‌های دقیق سخت است. با اینهمه بر اساس مطالعات و بررسی‌های گوناگون و همچنین یک نظرسنجی حدود ۹۰٪ جمعیت به مسیحیت معتقدند، که اکثریت آن‌ها (۷۰٪/۹) مسیحی کاتولیک می‌باشند، در حالیکه یک اقلیت مهمی (۱۶٪/۷) پیروان پروتستان (عمدتاً انجیلی) هستند. حدود ۴/۷٪ جمعیت بی‌دین هستند، که ۵/۳٪ آن‌ها به خدا اعتقاد دارند اما پیرو یک دین خاصی نیستند. ۸/۱٪ مردم کلمبیا پیرو شاخه‌ای از مسیحیت بنام شاهدان یهوه و ادونتیسم (شاخه‌ای از پروتستان) بوده و ۱٪ مردم هم پیروان سایر ادیان و مکاتب معنوی می‌باشند. سایر مردم یا پاسخ ندادند ویا گفتند نمی‌دانیم. علاوه بر آمارگیری فوق، ۹/۳۵٪ مردم گفتند که مراسم دینی خود را فعالانه انجام نمی‌دهند. گرچه کلمبیا کشوری است که بر مبنای آمار غسل تعمید ساکنین آن عمدتاً مسیحی کاتولیک هستند، ولی قانون اساسی سال ۱۹۹۱ کلمبیا برابری مذاهب را تضمین کرده‌است. قانون اساسی سال ۱۹۹۱ کلمبیا شرایط قبلی که کلیسای کاتولیک را به عنوان کلیسای دولتی می‌شناخت را لغو کرد و شامل دو ماده برای آزادی عبادت است.
- ماده ۱۳: شرح می‌دهد که «همه انسانها از نظر قانون آزاد و برابر زاده شده‌اند» و اینکه آن‌ها نباید بر مبنای جنس، نژاد، ملیت یا اصل و نسب خانوادگی، زبان، مذهب، یا گرایش سیاسی یا فلسفی، مورد تبعیض قرار گیرند.
- ماده ۱۹: بصراحت آزادی مذهب را تضمین می‌کند. «آزادی مذهب تضمین شده‌است. هر فردی حق دارد که آزادانه دین خود را اعلام کند و به‌صورت فردی یا جمعی آنرا نشر دهند. کلیه گرایش‌ها و نهادهای مذهبی و در مقابل قانون برابرند.» در حال حاضر بنظر نمی‌رسد که جدالهای اجتماعی یا مشکلی ناشی از درگیری‌های مذهبی پیش آمده باشد. تقریباً در تمام شهرها و شهرک‌های کلمبیا یک کلیسا وجود دارد، و هم‌زمان معابد، مساجد و کنیسه‌ها مخصوصاً در شهرهای بزرگ وجود دارد.[۲]